# Semana Mundial del Agua en Estocolmo
La Semana Mundial del Agua es el evento anual de agua más importante del mundo que reúne a los principales expertos en agua, tomadores de decisiones y líderes empresariales en Estocolmo para asistir a esta influyente conferencia.

## Celebración
Estocolmo | 25 al 30 de agosto de 2019
Water for society:
Including all
La Semana Mundial del Agua organizada por SIWI es el punto focal anual para los problemas mundiales del agua. Creemos firmemente que el agua es la clave para la prosperidad futura y que, juntos, podemos lograr un mundo que conserve el agua

El tema de la Semana Mundial del Agua 2019 fue Water for society: Including all, buscando llamar la atención sobre el hecho de que los principales desafíos de la humanidad están interrelacionados y solo pueden resolverse a través de soluciones amplias. La escalada de la crisis del agua ha aumentado el enfoque en la importancia de una buena gobernanza del agua, para garantizar que haya suficiente agua limpia para las muchas necesidades en competencia.
Es de particular importancia que los grupos marginados no se queden atrás y que puedan influir en la toma de decisiones. Se exploró cómo se puede lograr esto desde varios ángulos a lo largo de la Semana Mundial del Agua 2019. Muchas sesiones se dedicaron a compartir el conocimiento de diferentes grupos, como personas con discapacidades, minorías étnicas, habitantes de barrios marginales, jóvenes y ancianos. Otras actividades se centraron en cómo los roles de género y las relaciones de poder impactan sobre quién obtiene qué agua, recordando a los participantes que la gobernanza eficiente del agua puede requerir el desafío de los estereotipos tradicionales.
Organización de las Naciones Unidas

Temas de la Semana Mundial del Agua en Estocolmo
| Año                                     | Tema |
| --------------------------------------- | --- |
| 23 - 28 de agosto de 2020               | Water and climate change: Accelerating action                                                                             |
| 25 - 30 de agosto de 2019               | Water for society: Including all                                                                                          |
| 28 de agosto al 2 de septiembre de 2016 | Water for Sustainable Growth.                                                                                             |
| 23 al 28 de agosto de 2015              | "Agua para el Desarrollo".                                                                                                |
| 31 de agosto al 5 de septiembre de 2014 | "Energía y Agua". |
| 1 al 6 de septiembre de 2013            | "La cooperación en agua – Construyendo alianzas". en inglés                                                               |
| 26 al 31 de agosto de 2012              | "El agua y la seguridad alimentaria".                                                                                     |
| 21 al 27 de agosto de 2011              | "El agua en un mundo cada día más urbanizado".                                                                            |
| 5 al 11 de septiembre de 2010           | "Responding to Global Changes: The Water Quality Challenge – Prevention, Wise Use and Abatement". en inglés               |
| 16 al 22 de agosto de 2009              | "Responding to Global Changes: Accessing Water for the Common Good with Special Focus on Transboundary Waters". en inglés |
| 17 al 23 de agosto de 2008              | "Progress and Prospects on Water: For a Clean and Healthy World with Special Focus on Sanitation". en inglés              |
| 12 al 18 de agosto de 2007              | "Progress and Prospects on Water – Striving for Sustainability in a Changing World". en inglés                            |
| 20 al 26 de agosto de 2006              | "Beyond the River – Sharing Benefits and Responsibilities". en inglés                                                     |
| 21 al 27 de agosto de 2005              | "Drainage Basin Management – Hard and Soft Solutions in Regional Development". en inglés                                  |

2004-1991: Syntheses, Proceedings and Abstracts from the World Water Week/Stockholm Water Symposium
| Año  | Tema |
| ---- | --- |
| 2004 | Proceedings: Drainage Basin Management – Regional Approaches for Food and Urban Security (enlace roto disponible en Internet Archive; véase el historial, la primera versión y la última). en inglés |
| 2003 | Proceedings: Drainage Basin Security – Balancing Production,Trade and Water Use (enlace roto disponible en Internet Archive; véase el historial, la primera versión y la última). en inglés |
| 2002 | Proceedings: Balancing Competing Water Uses – Present Status and New Prospects en inglés |
| 2001 | Proceedings: Water Security for the 21st Century: Bridge Building Through Dialogue en inglés |
| 2000 | Proceedings: Water Security for the 21st Century: Innovative Approaches (enlace roto disponible en Internet Archive; véase el historial, la primera versión y la última). en inglés Policy Brief: No Freshwater Security without Major Shift in Thinking (10 Year Message from the Stockholm Water Symposia en inglés |
| 1999 | Proceedings: Urban Stability Through Integrated Water-Related Management en inglés |
| 1998 | Proceedings: Water: the Key to Socio-Economic Development and Quality of Life en inglés |
| 1997 | Proceedings: With Rivers to the Sea: Interaction of Land Activities, Fresh Water and Enclosed Coastal Seas en inglés |
| 1996 | Proceedings: Safeguarding Water Resources for Tomorrow: New Solutions to Old Problems en inglés |
| 1995 | Proceedings: Water Quality Management: Heading for a New Epoch en inglés |
| 1994 | Proceedings: Integrated Land and Water Management: Challenges and New Opportunities en inglés |
| 1993 | Proceedings: Integrated Measures to Overcome Barriers to Minimising Harmful Fluxes from Land to Water en inglés |
| 1992 | Proceedings: A Holistic Approach to Water Quality Management: Finding Life-Styles and Measures for Minimising Harmful Fluxes from Land to Water en inglés |
| 1991 | Proceedings: Water Resources in the Next Century en inglés |